# Утакмице фудбалске репрезентације Мађарске 1911.
| Домаћин · 1911 | Гост · 1911 |

Фудбалска репрезентација Мађарске је током 1911. године одиграла седам утакмица. Мађарска је остварила позитиван скор са пет победа и два пораза, са гол разликом од 20 : 6. Дописник Немзет спорта, спортских новина, је био са тимом који је учествовао на првој европској турнеји (утакмице 28-30) и извештавао је дневно са лица места.
- Савезни капетани репрезентације:
- Фређес Миндер 28–30.
- Еде Херцог 31–34.[note 1]

## Утакмице
| Француска | 0 : 3 (0 : 2) | Мађарска           |
| --------- | ------------- | ------------------ |
|           | Извештај      | Шлосер 10’ 31’ 49’ |

| Италија | 0 : 1 (0 : 1) | Мађарска   |
| ------- | ------------- | ---------- |
|         | Извештај      | Шлосер 22’ |

| Швајцарска              | 2 : 0 (0 : 0) | Мађарска |
| ----------------------- | ------------- | -------- |
| Колет 54’ · Вајс И. 71’ | Извештај      |          |

| Аустрија                    | 3 : 1 (2 : 1) | Мађарска   |
| --------------------------- | ------------- | ---------- |
| Хусак 35’ · Р. Мерц 38’ 79’ | Извештај      | Боднар 20’ |

| Мађарска                                                                 | 9 : 0 (4 : 0) | Швајцарска |
| ------------------------------------------------------------------------ | ------------- | ---------- |
| Биро 5’ · Шлосер 18’ 56’ 62’ 79’ 81’ 83’ · Боднар 18’ · Карољ Короди 26’ | Извештај      |            |

| Мађарска                      | 2 : 0 (1 : 0) | Аустрија |
| ----------------------------- | ------------- | -------- |
| Шлосер 30’ · Карољ Короди 53’ | Извештај      |          |

| Немачка      | 1 : 4 (0 : 2) | Мађарска                                   |
| ------------ | ------------- | ------------------------------------------ |
| Ворпицки 80’ | Извештај      | Шебешћен 24’ · Шлосер 43’ 74’ · Боднар 66’ |

Састав репрезентације Мађарске на 28. утакмици
Ерне Шипош, Бела Ревес, Оскар Сендре, Ђула Биро, Изидор Киршнер, Даниел Такач, Ференц Вајс, Јене Карољ, Карољ Короди, Имре Шлосер, Гашпар Борбаш
- Селектор: Миндер[2]

Састав репрезентације Мађарске на 29. утакмици
Ерне Шипош, Ђула Фелдман, Бела Ревес, Јанош Вајнбер, Шандор Броди, Ђула Биро, Ференц Вајс, Јене Карољ, Карољ Короди, Имре Шлосер, Геза Секањ
- Селектор: Миндер[3]

Састав репрезентације Мађарске на 30. утакмици
Ерне Шипош, Бела Ревес, Оскар Сендре, Јанош Вајнбер, Јене Карољ, Изидор Киршнер, Ференц Вајс, Карољ Короди, Ђула Биро, Имре Шлосер, Гашпар Борбаш
- Селектор: Миндер[4]

Састав репрезентације Мађарске на 31. утакмици
Ласло Домонкош, Ђула Румболд, Ференц Чидер, Ђула Биро, Јене Карољ, Изидор Киршнер, Карољ Сеитлер, Шандор Боднар, Бела Келемен, Имре Шлосер, Гашпар Борбаш
- Селектор: Херцог[5]

Састав репрезентације Мађарске на 32. утакмици
Ласло Домонкош, Ђула Румболд, Оскар Сендре, Ђула Биро, Шандор Броди, Адолф Кертес, Бела Шебешћен, Шандор Боднар, Карољ Короди, Имре Шлосер, Гашпар Борбаш
- Селектор: Херцог[6]

Састав репрезентације Мађарске на 33. утакмици
Ласло Домонкош, Ђула Румболд, Оскар Сендре, Ђула Биро, Шандор Броди, Имре Пајер, Бела Шебешћен, Шандор Боднар, Карољ Короди, Имре Шлосер, Гашпар Борбаш
- Селектор: Херцог[7]

Састав репрезентације Мађарске на 34. утакмици
Ласло Домонкош, Ђула Румболд, Ференц Чидер, Ђула Биро, Ђерђ Хлаваи, Имре Пајер, Бела Шебешћен, Шандор Боднар, Вилмош Кертес, Имре Шлосер, Гашпар Борбаш
- Селектор: Херцог[8]

## Играчи репрезентације
| - Имре Шлосер - Изидор Киршнер - Јене Карољ - Ференц Вајс - Шандор Броди - Имре Пајер - Миндер Фриђеш, селектор |